# Valerie Harper
Valerie Harper (22. srpna 1939, Suffern, New York, USA – 30. srpna 2019, Los Angeles, Kalifornie) byla americká filmová a divadelní herečka.
Mezi její nejznámější role patřila postava Rhody Morgernstern v sitcomu The Mary Tyler Moore Show za kterou počátkem 70. let získala celkem čtyři Ceny Emmy a dvě nominace na Zlaté glóby, a stejná postava v sitcomu Rhoda, za níž si v roce 1974 odnesla Zlatý glóbus a v 70. letech několik nominací na ceny Emmy.
Zemřela v roce 2019 po desetiletém boji s rakovinou. Je pohřbena na hřbitově Hollywood Forever v Los Angeles.